# 666 (Billy Talent)
666 è un album della band melodic hardcore punk Billy Talent, pubblicato nel 2007.

## Tracce

### Deluxe Edition
DVD Live
Alla Brixton Academy di Londra
1. This Is How It Goes
2. Devil In A Midnight Mass
3. This Suffering
4. Standing In The Rain
5. Navy Song
6. Worker Bees

Alla Phillipshalle di Düsseldorf
1. Line & Sinker
2. The Ex
3. Surrender
4. Prisoners Of Today
5. River Below
6. Red Flag

Al Rock Am Ring Festival di Nurnberg
1. Perfect World
2. Sympathy
3. Try Honesty
4. Nothing To Lose
5. Fallen Leaves
6. Red Flag

CD Live
Alla Phillipshalle di Düsseldorf
1. This Is How It Goes
2. Devil In A Midnight Mass
3. This Suffering
4. Line & Sinker
5. Standing In The Rain
6. The Navy Song
7. Worker Bees
8. The Ex
9. Surrender
10. Prisoners Of Today
11. River Below
12. Perfect World
13. Sympathy
14. Try Honesty
15. Nothing To Lose
16. Fallen Leaves
17. Red Flag

## Formazione
- Benjamin Kowalewicz - voce
- Ian D'Sa - chitarra e voce
- Jon Gallant - basso e voce
- Aaron Solowoniuk - batteria